# Dutchtown (Saint-Louis)
 (juillet 2018).
Si vous disposez d'ouvrages ou d'articles de référence ou si vous connaissez des sites web de qualité traitant du thème abordé ici, merci de compléter l'article en donnant les références utiles à sa vérifiabilité et en les liant à la section « Notes et références ».
Dutchtown est un quartier de Saint-Louis dans le Missouri. Il est appelé Dutch (hollandais) de Deutsch, c'est-à-dire allemand, car il fut le centre principal de l'allemand-Américain du sud de Saint-Louis au début du xixe siècle. Il était à l'origine le site de Concordia Seminary (avant qu'ils le déménagent dans l'ouest à Clayton, Missouri), Concordia Publishing House, l'hôpital luthérien et d'autres organisations de la communauté allemande. Le siège de la German Cultural Society  réside toujours ici.
Dutchtown est également l'hôte de la chaîne de glace localement connue, Ted Drewes.

## Démographie
En 2010, le quartier avait une population à 50,8 % d'Afro-Américains, 35,6%  de blancs, 6.0 % d'asiatiques, 0,3%  d'amérindiens et 7,3 % d'autres origines. 9,0 % de la population est d'origine hispanique ou latino-américaine.